# Jenny Danielsson
Jenny-Julia Danielsson, född 30 augusti 1994 i Esbo, är en finländsk fotbollsspelare som representerar Dallas Trinity FC och det finländska landslaget.

## Klubbkarriär
Danielsson är uppväxt i Kyrkslätt och började som sexåring spela fotboll i HooGee. Efter några år bytte hon klubb till FC Honka.
I december 2019 värvades Danielsson av AIK, där hon skrev på ett tvåårskontrakt. I december 2020 förlängde Danielsson sitt kontrakt fram över säsongen 2022. I juli 2022 värvades hon av skotska Rangers.
I juli 2023 värvades Danielsson av KIF Örebro, där hon skrev på ett 1,5-årskontrakt. I april 2024 skrev Danielsson på ett korttidskontrakt med Växjö DFF. I juni 2024 värvades hon av amerikanska Dallas Trinity FC.